# Йосип Млакич
Йосип Млакич (на босненски: Josip Mlakić) е босненски сценарист, поет и писател на произведения в жанра драма, лирика, исторически роман и криминален роман. Пише на хърватски език.

## Биография и творчество
Йосип Млакич е роден на 25 януари 1964 г. в Бугойно, Босна и Херцеговина, СРФЮ. Завършва гимназия в Горни Вакуф-Ускопле. Завършва специалност машинно инженерство в Машинния факултет на Сараевския университет.
Първата му книга, сборникът с разкази „Къщата на охлюва“ (Puževa kućica), е издадена през 1997 г. Първият му роман „Когато мъглите спират“ (Kad magle stanu) е издаден през 2000 г.
Вторият му роман „Живи и мъртви“ (Živi i mrtvi) е публикуван през 2002 г. Историята се развива в два сюжета, единият от Хърватската война за независимост и Хърватско-босненската война през 1993 г., а другият от Втората световна война през 1943 г. на същото място. Романът получава литературната награда на издателство V.B.Z. (която тогава е присъдена за първи път), награда „Ксавер Шандор Гялски“ (на името на писателя Ксавер Шандор Гялски), и наградата „Зрински“. Романът е екранизиран в едноименния филм, който получава 7 награди „Златна арена“ на Филмовия фестивал в Пула и награди от други филмови фестивали.
Романът му „По дирята на змийската кожа“ от 2007 г. получава годишната стипендия на Министерството на културата на Република Хърватия, и наградите „Кочичево перо“ (на името на писателя Петър Кочич) и „Иван Горан Ковачич“ (на името на хърватския поет Иван Горан Ковачич).
През 2014 г. получава държавната награда „Владимир Назор“ за романа „Прясно боядисано“. Романът представя темата за незалечимите следи в подсъзнанието на децата от войната в Босна и Херцеговина, от онази брутална действителност, жестокостите на конфликта и пътя на бягството от тях.
По сборникът му „Мъртви риби плуват по гръб“ (Mrtve ribe plivaju na leđima) от 2011 г. и по негов сценарий е направен през 2017 г. филмът „Мъртва риба“, в който Млакич участва във второстепенна роля на адвокат.
През 2014 г. по романа му он 2007 г. „Пазители на мостове“ (Čuvari mostova) е заснет филма „Мост на края на света“ (Most na kraju svijeta).
Романите му „Гневът на Бога“ (Božji gnjev) и „Черният гарван и белите врани“ (Crni gavran i bijele vrane) получават наградата за най-добър домашен криминален роман.
Йосип Млакич живее със семейството си в Горни Вакуф-Ускопле.

## Произведения

### Самостоятелни романи
- Kad magle stanu (2000)[1][2][3][4][5]
- Živi i mrtvi (2002) – награда V.B.Z. и награда „Ксавер Шандор Гялски“
- Ponoćno sivo (2004)
- Psi i klaunovi (2006)
- Tragom zmijske košuljice (2007) – награда „Кочичево перо“[6][7][8][9][10] 
По дирята на змийската кожа, изд.: ИК „Персей“, София (2022), прев. Таня Попова
- Čuvari mostova (2007)
- Ljudi koji su sadili drveće (2010)
- Planet Friedman (2012)
- Božji gnjev (2014) – награда за най-добър домашен криминален роман
- Svježe obojeno (2014) – награда „Владимир Назор“[11]
Прясно боядисано, изд.: ИК „Персей“, София (2020), прев. Таня Попова
- Majstorović i Margarita (2016)
- Bezdan (2016)
- Crni gavran i bijele vrane (2018) – награда за най-добър домашен криминален роман[12]
- Skica u ledu (2018) – награда „Мартин Недич“ и награда „Мирко Ковач“[13]
- Evanđelje po Barabi (2019)[14]
- O zlatu, ljudima i psima (2020)[15]
- Na Vrbasu tekija (2021)
- Druga Noina arka (2022)
- Izgaranje (2023)[16]

### Сборници
- Puževa kućica (1997) - разкази[1][2][3][4][5]
- Odraz u vodi (2002) - разкази
- Obiteljska slika (2002) - разкази
- Oči androida (2004) - поезия
- Mrtve ribe plivaju na leđima (2011) - разкази

### Екранизации
- 2003 Tu
- 2007 Živi i mrtvi
- 2014 Most na kraju svijeta – по романа „Čuvari mostova”
- 2014 Nicija zemlja
- 2015 Imena višnje
- 2017 Mrtve ribe – по книгата „Mrtve ribe plivaju na leđima”
- 2018 Putevi duhana – документален
- 2019 Ljudi koji su sadili drvece – документален
- 2021 A bili smo vam dobri